# Crème Brûlée fanzine
Crème Brûlée byl průkopnický rockový fanzin z Francie.
Založen roku 1996 Stéphane Sommetem podle názvu písničky od Sonic Youth. Časopis se stal symbolem pro post-rock. Díky jeho blízkému vztahu s kapelami jako Sonic Youth či Labradford a s nezávislými labely, Crème Brûlée bylo místo, kde se dokumentovala post-rocková scéna. Ve Francii byly informace o hlavních představitelech tehdejší hudby (včetně kapel jako Sonic Youth a dalších experimentálních) odhalovány výhradně jen v Crème Brûlée. Časopis využíval hojně internet, už jako k odkazování na kapely, tak ke zmiňování vývoje hudebního byznysu a o internetu samotném.
Crème Brulée ukončil svou činnost přeměnou ve webzine Periscope v roce 2001.
Stéphane Sommet vydal většinu rozhovorů s hudebníky z Tortoise, Gastr Del Sol, Labradford, Mogwai, Stereolab, Godspeed You! Black Emperor a mnohých dalších. Spisovatelé Marie-Douce Jaint-Jacques (později zakladatel aMAZEzine! 7"), Oliver Lackinger a Fabien Louis se k magazínu přidali. Studenti umění Jean-Michel Géridan a Jérôme Lefèvre pracovali ustavičně na grafické podobě časopisu a psaní. Jérôme Lefèvre psal hlavně o experimentální hudbě interpretů jako Tony Conrad, La Monte Young nebo Michael Snow a několik sloupků o různorodých umělcích jako John Zorn, Mika Vainio, Mick Harris nebo James Plotkin.
Staré výtisky Crème Brûlée si můžete přečíst v La Fanzinothèque ve francouzském Poitiers, stejně jako v některých univerzitních knihovnách v Americe. Crème Brûlée byl vystavován v galerii France Fiction v Paříži.
Stéphane Sommet založil label Textile Vinyle.
Jean-Michel Géridan je momentálně designérem v Paříži.
Jérôme Lefèvre založil Beauty Flow Magazine a je momentálně hlavní umělec a redaktor.